# أوثيلان بالسر (الدوادمي)
أوثيلان بالسر، هي قرية من فئة (أ) تقع في محافظة الدوادمي، والتابعة لمنطقة الرياض في السعودية. وتبعد أوثيلان بالسر عن محافظة الدوادمي بمسافة تقارب () كم.